# Partido judicial de Puigcerdá
El Partido judicial de Puigcerdá es uno de los 49 partidos judiciales en los que se divide la Comunidad Autónoma de Cataluña, siendo el partido judicial n.º 9  de la provincia de Gerona.
El ámbito territorial, que viene regulado por el Real Decreto 529/1983, de 9 de marzo, comprende los municipios de:
Alp, Bolvir, Das, Fontanals de Cerdanya, Ger, Guils de Cerdaña, Isóbol, Llivia, Maranges, Puigcerdá y Urús.